# Языческая мадонна
«Языческая мадонна» (венг. A pogány madonna) — венгерский полнометражный цветной художественный фильм, поставленный на киностудии «Будапешт» в 1980 году режиссёром Дьюлой Месарошем.

## Сюжет
Начинающий следователь Кардош получает задание расследовать кражу из музея так называемой «Языческой мадонны» — драгоценной золотой статуэтки античной богини плодородия Деметры. Следствие благополучно заходит в тупик, пока в работу не включается подчинённый Кардоша — огромный, невозмутимый, полный энергии и чувства юмора лейтенант милиции по прозвищу Капелька…

## Роли исполняют
- Иштван Буйтор — Тибор Этвош по прозвищу Капелька, лейтенант милиции
- Андраш Керн — доктор Тибор Кардош
- Ласло Банхиди — торговец Матушка
- Ференц Каллаи — Иштван Чик
- Петер Бенко — детектив Семере
- Мария Гор Надь — Жужа Чик
- Габор Палок — Бенце, внук Матушки
- Иштван Ковач — Габор Шолтес

## Роли дублируют
- Валерий Кравченко — Капелька
- Александр Липов — доктор Кардош
- Анатолий Столбов — Матушка
- Игорь Дмитриев — Иштван Чик
- Жанна Сухопольская — Жужа Чик
- Евгений Леонов-Гладышев
- Елена Павловская — Бенце, внук Матушки
- Олег Ефремов — Габор Шолтес

## Съёмочная группа
- Сценаристы — Иштван Буйтор, Дьюла Месарош
- Режиссёр — Дьюла Месарош
- Оператор — Иштван Хильдебранд
- Художник — Ласло Дуба
- Композитор — Дьёрдь Надь

Фильм дублирован на киностудии «Ленфильм» в 1982 году
Режиссёр дубляжа — Игорь Мушкатин
Звукооператор — Гарри Беленький
Автор литературного перевода — Е. Родионова
Редактор — Г. Чаплина

## Звуковая дорожка
- Звуковое сопровождение фильма записано в стандарте Dolby (Стерео)[1]

## Реставрация
В 2011 году фильм был отреставрирован Венгерским национальным цифровым архивом.

## Дополнительная информация
- Оригинальный вариант фильма имеет продолжительность 98 минут[1].